# 米德勒特省
32°41′N 4°44′W / 32.68°N 4.73°W
米德勒特省（阿拉伯语：‎），是摩洛哥的省份，位於該國東北部，由德拉-塔菲拉勒特大區負責管轄，首府設於米德勒特，面積13,121平方公里，2004年人口256,593，人口密度每平方公里20人。